# Goethe a wyrazy obce
Goethe a wyrazy obce – pisarze i poeci, wielcy klasycy literatury niemieckiej z XVIII i XIX wieku, w większości nie byli zwolennikami eliminowania wyrazów pochodzenia obcego. Również Johann Wolfgang von Goethe (1749-1832) nie był purystą językowym. Jednak zachowały się zniemczenia, których autorstwo przypisuje się Goethemu.

## Stanowisko Goethego wobec zapożyczeń
O stanowisku Goethego świadczy choćby następująca wypowiedź: “Die Gewalt einer Sprache ist nicht, daß sie das Fremde abweist, sondern daß sie es verschlingt“. („Siła języka nie polega na tym, żeby odrzucać obce elementy, ale żeby je połykać”. – tłum.: autor niniejszego artykułu). Goethe opowiadał się więc za tym, żeby zapożyczenia w miarę możliwości wykorzystywać, przystosowując je do języka niemieckiego. Był jednak mimo wszystko zdania, że wyrazów obcych należy unikać tam, gdzie jest to możliwe.
I chociaż Goethe nie był wrogiem wyrazów obcych, to jest też autorem pewnej ilości nowych wyrazów, które miały zastąpić zapożyczenia. Są jednak przypuszczenia, że to nie on sam, a wydawcy jego utworów tworzyli te zniemczenia. Po oddaniu do druku „Dichtung und Wahrheit“ Goethe miał napisać do niechętnego wyrazom obcym Riemera, że pozostawia mu decyzje co do zastąpienia niektórych wyrazów zapożyczonych.
Był krytyczny wobec działań radykalnych purystów, zarzucając im ksenofobię, pedanterię i małostkowość, a niekompetentne i nieudane próby zniemczania podejmowane przez samozwańczych purystów („tyranów” – „Tyrannen”) nazywał „smutnymi pomyłkami” („traurige Mißgriffe”).
Krytycznie wypowiadał się też wobec wielu propozycji zniemczeń Joachima Heinricha Campego. Razem z Schillerem ironizowali na temat gorliwości Campego:
Sinnreich bist du, die Sprache von fremden Wörtern zu säubern
Nun, so sage doch, Freund, wie man „Pedant“ uns verdeutscht
(„Pomysłowy jesteś w oczyszczaniu języka z obcych wyrazów
Powiedz więc, przyjacielu, jak zniemczyć słówko „Pedant”)
Z drugiej strony wielcy klasycy: Goethe, Schiller, Wieland brali jednak pod uwagę krytykę ze strony Campego i w swoich późniejszych utworach starali się unikać wyrazów obcych.

## Eduard Engel o Goethem
W swojej pracy Sprich Deutsch! Eduard Engel wypowiadał się krytycznie o nadużywaniu wyrazów obcych u niemieckich pisarzy. Goethemu zarzuca, że używał takich wyrazów jak: ajustieren, augurieren, coincidieren, Ästimation und Konsideration. Ironizuje też na temat wypowiedzi Goethego: „Ich habe mich greulich prostituiert“ (sich prostituieren w sensie: kompromitować się, blamować się).
W nieco innym tonie ten sam autor wypowiada się w swojej obszernej pracy Deutsche Stilkunst (1917). Engel pisze, że chociaż w korespondencji pomiędzy Goethem i Schillerem występują takie niepotrzebne zapożyczenia jak: Apprehesionen, Admissibiltät, Kontinuation, Remboursement, Apparition, deployieren, renunzieren, indisponieren to jednak obydwaj mają swoje zasługi w zakresie zniemczania wyrazów pochodzenia obcego. W rozdziale „Unsere klassischen Puristen“ („Nasi klasyczni puryści“) Engel stwierdza, że każdy wielki pisarz był purystą! A do największych i najbardziej odważnych purystów zalicza Goethego.
Engel stara się udowodnić, że Goethe, wirtuoz niemieckiej literatury, był „namiętnym purystą” („leidenschaftlicher Purist”), że w kolejnych wydaniach swoich utworów skreślał wyrazy obce, zastępując je rodzimymi, np.: Kommission zostało zastąpione przez Auftrag, Detachement przez Haufen, w miejsce deklamieren gegen Weiber Goethe używa: schelten, zrezygnował też z takich zapożyczeń jak: appellieren, deplaciert, Descente, Spekulation, Viktualien, Virtuosität, a również z Humor, Materie, Szene. Goethe przejął niektóre zniemczenia Campego, np.: gegenständlich zamiast objektiv, a z drugiej strony Campe powołuje się nieraz na Goethego – Zwiegesang (obecnie: Zweigesang, zamiast Duett) został utworzony przez Goethego, a rozpowszechniony przez Campego.
Zniemczający słownik odwrócony Eduarda Engela z roku 1919 Deutsche Sprachschöpfer zawiera jako hasła alfabetyczny spis zniemczeń (wyrazów mających zastąpić wyrazy obce), często z podaniem daty i twórcy danego zniemczenia, wśród których pojawiają się też nazwiska pisarzy, w tym Goethego i Schillera, Lessinga itd. Czasem przytaczane są komentarze pisarzy na temat danego ekwiwalentu. Oto wymieniane przez Engela przykłady z ekwiwalentami lub też komentarzami do ekwiwalentów Goethego (tutaj litery: A i Z). Na pierwszym miejscu – drukiem pogrubionym – znajduje się dany wyraz-zamiennik, na ostatnim zastąpiony wyraz obcy, Ü znaczy Lehnübersetzung - kalka leksykalna):
abgetrennt: isoliert, abklingen, Abschattung: Nüance, Altmeister (Campe, bekämpft; bald darauf Goethe; Adelung: "Unsinn"): Senior, Altertum: eine Antike, Antiquität, ansprechend: sympathisch, Auflebung (Goethe, Ital. Reise, 22.7.1787): Renaissance, Zeitalter: Generation, Epoche, zusammenraffen: konzentrieren, Zweifelei: Skepsis, Skeptizismus, Zwiegesang (Campe, dann Goethe): Duett, Zwischenreich (Goethe, Ü): Interregnum
Engel wymienia więc nazwisko Goethego jako autora danego zniemczenia lub jako tego, który przyczynił się do jego rozpowszechnienia (por. Altmeister, o którym Adelung mówi: „bezsens” – „Unsinn’). Przy abklingen brak odpowiadającego mu wyrazu obcego.
W aneksie do swojego slownika z 1919 Engel podaje następujące dane oznaczające liczbę znajdujących się w pracy ekwiwalentów (wyrazów zamiennych): Goethe – 138, Lessing – 52, Wieland – 37 (dla porównania: Campe: 272, Zesen: 137, Schottel: 96). Nie ma informacji liczbowych o zniemczeniach Schillera. Te dane liczbowe należy traktować z dużym dystansem, gdyż Engel – niezbyt adekwatnie do rzeczywistości – starał się eksponować zasługi Goethego w kwestii zwalczania wyrazów obcych.

## Inne przykłady zniemczeń
Goethemu przypisuje się ponadto m.in. używane obecnie zniemczenia: beschränkt (borniert), Gegenbild (Pendant), Geschäftsmann (Homme d`affaires), Hitzkopf (Tête chaude, Sanguiniker), märchenhaft (fabulös), Nachzügler (Marodeur), planlos, planmäßig, rücksichtslos (regardless).
Nie przyjęły się natomiast takie propozycje Goethego jak: anähneln (assimilieren), anempfinden (affektieren), Anhaltsamkeit (Intensität), ausheimisch (exotisch), betulich (aktiv), Blättler (Journalist), britten (anglisieren), Einbläserei (Insinuation), einsiedlerisch (isoliert), Franzoserei (Gallizismus), Gespannen (Kameraden), handgeschickt (manuell), ampfgewinnst (Trophäe), Lustsitz (Villa), Mächler (Faiseur, Agitator, Intrigant), Menschenverständler (Rationalist), verfratzen (karikieren), zeitbürtig (modern), Ziegenfüßler (Faun, Satyr).